# 趴趴熊
趴趴熊，又稱趴地熊，是末政光為San-X設計的卡通形象角色。

## 概要
1995年11月開始，先是發售大頭貼貼紙。1998年時，則因為以文具等各種角色商品為主進行發售而獲得人氣，並且也推出充滿幽默感的各種設定介紹的繪本。
人氣高峰在1999年，並作為一種社會現象而登上歪斗秀。1999年及2000年間創造700億圓的銷售量。另外還在名古屋，神戶・博多・池袋等全國各地開設「趴趴熊屋」的商品專門店。
但在2003年拉拉熊登場後，作為San-X象徵卡通角色的身分也因此遭到取代，雖然人氣因此下滑，但即使熱潮過後的現在也依然有很多死忠的粉絲。
2008年現在，有在趴趴熊身旁加入數個小型而且沒有黑眼圈目的「小趴趴熊」的角色來發展商品。

## 設定
正如其名稱，被設定成各種要素，例如容貌，行動，性格等就是「軟趴趴」，像是熊貓一樣的生物。繪本中，並沒有長出毛髮，而是有像是熊貓但實際上是皮膚的條紋，總而言之就是一種像是哺乳類的奇異生物。與一般熊貓不同的是尾巴為黑色。
長大時的身高從5cm到3m等而有很大的差異。性別除了公熊母熊外，還有位於中間並且另外分裂出來的傳聞。因為軟趴趴的表現，所以也有說法指出牠們是從宇宙而來的生物。觸感是摸起來很柔軟，並帶點溫暖。意外地相當清爽。喜歡的東西是素甘甜點。只要使用放入素甘甜點的陷阱就能捕捉到牠們。會以時速2.75m/h滾動。
有著眼睛及鼻子，但無法看出有無耳朵。至於嘴巴的位置，大小等即使在官方設定中也依然不明。

## 書籍

### 繪本
- 趴趴熊 kyoumo yoku tareteimasu.（末政光，小學館，1999年6月）
  - 發售2個月就達成30萬本的銷售量。
- たれごよみ nengara nenju tareteimasu.（末政光，小學館，1999年9月）
- たれづくし 趴趴熊ふぁんぶっく（末政光，小學館，2000年3月）
- たれゆくままに（末政光，小學館，2001年4月）

### 貼紙書
- 趴趴熊しーる（末政光，小學館，2000年3月）

## 影像作品

### VHS
- 趴趴熊（萬代ビジュアル，2000年7月25日）

### DVD
- 趴趴熊（萬代影像，2000年8月25日）

## 軟體

### Windows
- たれぱん打（Interchannel，2001年6月29日）※打字練習軟體
- たれつづり（Interchannel，2001年11月22日）※明信片作成軟體
- 與趴趴熊一起（FOURTY FIVE，1999年4月16日）※桌面裝飾
- 趴趴熊一起2（FOURTY FIVE，1999年8月10日）※桌面裝飾
- 與趴趴熊一起3（FOURTY FIVE，2000年4月28日）※桌面裝飾
- 與趴趴熊一起 つめあわせ（FOURTY FIVE，2002年2月8日）※與趴趴熊一起1，2，3組合）

### 家庭用遊戲
- 趴趴熊のぐんぺい（萬代，WonderSwan，1999年12月9日）
- 趴趴熊（萬代，(Super Note Club，2000年）
- たれごろ -趴趴熊のいる日常-（萬代，PlayStation，2000年8月31日）

## 関連項目
- 『蠟筆小新』（動畫版第322話C段「手づくりパスタを作るゾ」，1999年7月2日播放）中，以野原新之助的玩偶身分登場，並且命名為「妖怪爸爸熊貓」。
- 電影《極速傳說》中有登場，涼子手拿著玩偶，象徵著她的胞兄「趴地熊」。

## 備註
1. ↑  『月刊ビジネスアスキー』2009年12月号，19頁。

## 外部連結
- 趴趴熊 素甘 （页面存档备份，存于）
- San-X （页面存档备份，存于）
- San-X網路商店（San-X官方販賣網站） （页面存档备份，存于）